# ألدن سبراغ سانبورن
ألدن سبراغ سانبورن هو محامي وقاضي وسياسي أمريكي، ولد في 21 أكتوبر 1820 في كورينث في الولايات المتحدة، وتوفي في 19 نوفمبر 1885. نشط حزبياً في الحزب الديمقراطي. وقد انتخب عضو جمعية ولاية ويسكونسن ‏.